# Edward Gumowski
Edward Gumowski błędnie Henryk (ur. 14 września 1928 w Toruniu, zm. 3 grudnia 1998 tamże) – polski bokser, reprezentant Polski.

## Kariera sportowa
Z pięściarstwem zapoznał się w 1945 roku w klubie Maraton Toruń. Największe sukcesy sportowe zanotował startując w barwach Gryfa Toruń, na początku wywalczył mistrzostwo Polski juniorów w 1946 roku w wadze papierowej. Uczestnicząc w mistrzostwach Polski seniorów wywalczył w 1947 tytuł mistrza kraju, a w  1948 i w 1949 zdobył brązowe medale, wszystko w kategorii muszej. W 1947 roku, wystąpił w reprezentacji Polski, przegrywając swój pojedynek. W swojej karierze sportowej reprezentował jeszcze
barwy klubów Huty Zabrze, Wisły Kraków i Gwardii Toruń, kończąc swoje występy w ringu w 1958 roku.
Stoczył 286 walk, z czego 241 wygrał, 15 zremisował i 30 przegrał.